# Vár-patak
A Vár-patak a Mátrában ered, Kékestől délkeletre, Heves vármegyében, mintegy 960 méteres tengerszint feletti magasságban. A patak forrásától kezdve délnyugati irányban halad, majd Abasár keleti részénél éri el a Bene-patakot.
A Vár-patak Magyarország legmagasabban eredő vízfolyása, amely egyben az ország legnagyobb esésű patakja is, hiszen 960 méteres tengerszint feletti magasságban ered és 172 méteres tengerszint feletti magasságban torkollik bele a Bene-patakba, amely 788 méternyi esést jelent.
A Vár-patakban nem élnek halak, aminek egyik oka az, hogy a patak medrének esése meghaladja a 42 m/km-es értéket, amely fölött nem tudnak állandó állományt kialakítani a hazai halfajok. Ezen kívül a másik jelentős ok, amiért nem élnek halfajok a Vár-patak vizében az részben annak köszönhető, hogy a Bene-patakon létesített 6 kilométeres mesterséges mederszakasz meggátolja a halak vertikális terjeszkedését és elzárja előlük a természetes folyosót, amelyen keresztül el tudnának jutni a Vár-patakig is. A harmadik oka a halfajok hiányának az, hogy a Vár-patak aszályosabb nyarakon, illetve hosszabb száraz időszakok idején teljesen ki szokott száradni. A Vár-patakban általában október és június között folyik víz. A Mátra múzeumban őriznek olyan kövicsík maradványokat, melyek azt bizonyítják, hogy a Vár-patakban korábban, a hetvenes években még éltek e halfaj egyedei.

## Part menti települések
A patak partján található települések összlakossága meghaladja a 4300 főt.
- Markaz
- Abasár